# Strongylacidon plumosum
Strongylacidon plumosum är en svampdjursart som först beskrevs av James Scott Bowerbank 1876.  Strongylacidon plumosum ingår i släktet Strongylacidon och familjen Chondropsidae. Inga underarter finns listade i Catalogue of Life.